# Entre todos
Entre todos est une émission espagnole de téléréalité présentée par l'animatrice Toñi Moreno (es).
Depuis le 26 août 2013, elle est diffusée sur la chaîne publique de La 1, du lundi au vendredi de 16 h 15 à 18 h 30.

## Concept
Entre todos est une émission de témoignages de personnes frappées par la crise économique espagnole. Ces dernières demandent une aide financière aux téléspectateurs pour subvenir à leurs besoins.
Parmi les exemples de témoignages : la mère d'un fils handicapé demandant de l'argent pour pouvoir lui payer un nouveau fauteuil ou une femme récemment amputée, ayant besoin de 146 000 euros pour s'acheter des prothèses pour ses mains et pieds.

## Audiences
Au mois de septembre, l'émission rassemble jusqu'à 1,1 million de téléspectateurs avec 10,7% de parts d'audience.